# Закарія Баккалі
Зака́рія Бакка́лі (фр. Zakaria Bakkali, нар. 26 січня 1996, Льєж, Валлонія, Бельгія) — бельгійський та марокканський футболіст, нападник нідерландського «Валвейка».

## Життєпис

### Клубна кар'єра
Закарія Баккалі народився 26 січня 1996 року у бельгійському місті Льєжі. З 2004 року виховувався у місцевому футбольному клубі «Льєж», а через рік перебрався до їх конкурента — «Стандарда». У 2008 році Закарія переїхав до Нідерландів у місто Ейндговен, грати у відомому клубі ПСВ, де провів п'ять років з 2008 по 2013. Під час виступів за юнацьку команду «фермерів» Баккалі було запропоновано переїхати в Англію, грати за «Манчестер Сіті», що правда, батько юного футболіста вмовив його не покидати ПСВ.
Починаючи з сезону 2012–2013 років Закарія знаходився на лавці запасних свого клубу і грав виключно у молодіжній команді ПСВ, де провів 19 матчів та забив чотири голи. Після приходу на посаду головного тренера клубу Філліпа Коку склад майже повністю змінився та поповнився великою кількістю молодих гравців. Свій перший матч за основний склад Закарія провів 30 липня 2013 року у кваліфікаційному раунді ліги чемпіонів проти бельгійського Зюлте-Варегема. Відігравши 80 хвилин матчу футболіст був замінений Флоріаном Йозефсоном. Той матч «червоно-білі» виграли з рахунком 2:0. Свій перший гол молодий бельгієць забив 7 серпня того ж року, а вже через три дні 10 серпня зробив хет-трик у ворота футбольного клубу «Неймеген». Таким чином Баккалі побив рекорд Руда Ґелса встановлений 1966 року, ставши наймолодшим футболістом нідерландської Ередивізі, що забив хет-трик. Всього «фермери» у цьому матчі забили п'ять м'ячів, не пропустивши жодного. Через якийсь чес Закарія отримав травму, що правда, у другій половині вересня знову повернувся на поле.
Сезон 2014/15 провів у другій команді ПСВ, проте зумів зацікавити своїм потенціалом керівництво іспанської «Валенсії», яка у липні 2015 року уклала з ним п'ятирічний контракт.

### Збірна
2009 року бельгієць марокканського походження дебютував у складі юнацької збірної Бельгії (U-15). Згодом також викликався до збірних іншого віку. Всього узяв участь у 19 іграх на усіх юнацьких рівнях, відзначившись 16 забитими голами.
Після дебюту на клубному рівні в лізі чемпіонів головний тренер національної збірної Бельгії, Марк Вілмотс, залучив футболіста до заявки на товариський матч зі збірною Франції, але через отриману травму за день до гри Закарія не зміг вийти на поле.
Втім невдовзі юний форвард таки дебютував за головну команду Бельгії, вийшовши 15 жовтня 2013 року на поле у стартовому складі бельгійців у грі відбору до ЧС-2014 проти збірної Уельсу.

## Статистика виступів
| Клуб                            | Ліга              | Сезон             | Чемпіонат | Чемпіонат | Кубок | Кубок | Єврокубки | Єврокубки | Інші змагання | Інші змагання | Інші змагання | Всього | Всього |
| Клуб                            | Ліга              | Сезон             | Ігор      | Голів     | Ігор  | Голів | Ігор      | Голів     | Назва         | Ігор          | Голів         | Ігор   | Голів  |
| ------------------------------- | ----------------- | ----------------- | --------- | --------- | ----- | ----- | --------- | --------- | ------------- | ------------- | ------------- | ------ | ------ |
| ПСВ                             | Ередивізі         | 13-14             | 6         | 3         | 0     | 0     | 3         | 1         | -             | -             | -             | 9      | 4      |
| ПСВ                             | Ередивізі         | 12-13             | 0         | 0         | 0     | 0     | 0         | 0         | БЕ            | 19            | 4             | 19     | 4      |
| ПСВ                             | Всього            | Всього            | 6         | 3         | 0     | 0     | 3         | 1         |               | 19            | 4             | 28     | 8      |
| Всього за кар'єру               | Всього за кар'єру | Всього за кар'єру | 6         | 3         | 0     | 0     | 3         | 1         |               | 19            | 4             | 28     | 8      |
| Останнє оновлення 3 жовтня 2013 |                   |                   |           |           |       |       |           |           |               |               |               |        |        |